# 科勒爾德蒂拉 (加利福尼亞州)
科勒爾德蒂拉（英語：Corral de Tierra）是位於美國加利福尼亞州蒙特雷縣的一個非建制地區。該地的面積和人口皆未知。

## 地理
科勒爾德蒂拉的座標為36°34′12″N 121°43′57″W / 36.57000°N 121.73250°W，而該地的平均海拔高度為123米（即404英尺）。